# Heteragrion melanurum
Heteragrion melanurum är en trollsländeart som beskrevs av Williamson 1919. Heteragrion melanurum ingår i släktet Heteragrion och familjen Megapodagrionidae. IUCN kategoriserar arten globalt som otillräckligt studerad. Inga underarter finns listade i Catalogue of Life.